# Yangmei Shuiku (reservoar i Kina, Fujian)
Yangmei Shuiku (kinesiska: 扬美水库) är en reservoar i Kina. Den ligger i provinsen Fujian, i den sydöstra delen av landet, omkring 250 kilometer sydväst om provinshuvudstaden Fuzhou. Yangmei Shuiku ligger 63 meter över havet. Arean är 2,3 kvadratkilometer. Omgivningarna runt Yangmei Shuiku är en mosaik av jordbruksmark och naturlig växtlighet. Den sträcker sig 2,6 kilometer i nord-sydlig riktning, och 4,1 kilometer i öst-västlig riktning.
Genomsnittlig årsnederbörd är 1 610 millimeter. Den regnigaste månaden är maj, med i genomsnitt 312 mm nederbörd, och den torraste är oktober, med 18 mm nederbörd.